# Westlicher Flachlandgorilla

Schädel eines Männchens

Der Westliche Flachlandgorilla (Gorilla gorilla gorilla) ist eine der beiden Unterarten des Westlichen Gorillas aus der Primatenfamilie der Menschenaffen (Hominidae). Es ist die bei weitem größte aller Gorillapopulationen.

## Beschreibung
Von den weiter östlich lebenden Gorillapopulationen, die heute als Östlicher Gorilla zusammengefasst werden, unterscheiden sich die Westlichen Flachlandgorillas im Körperbau und in der Fellfärbung. So sind diese Tiere etwas kleiner und zierlicher gebaut, ihre Brust ist schmaler, ihre Beine etwas länger und ihr Gesicht kürzer. Ihr Fell ist im Gegensatz zu den schwarzen Östlichen Gorillas eher graubraun gefärbt, auffällig ist eine braune Kappe an der Oberseite des Kopfes. Die Graufärbung älterer Männchen (siehe Silberrücken) erstreckt sich bei ihnen nicht nur auf den Rücken, sondern auch auf die Hüfte und die Oberschenkel. Morphologische Untersuchungen an Museumsexemplaren 2001 kamen zu dem Ergebnis, dass die Tiere der nigerianisch-kamerunischen Grenzregion sich in Details im Zahn- und Schädelbau unterscheiden; sie werden heute als Cross-River-Gorillas als eigene Unterart geführt.

## Verbreitungsgebiet und Lebensraum
Das Verbreitungsgebiet der Westlichen Flachlandgorillas erstreckt sich vom südlichen Kamerun und dem Westen der Zentralafrikanischen Republik über Äquatorialguinea, Gabun und die Republik Kongo bis in die angolanische Exklave Cabinda. Die Bestände im äußersten Westen der Demokratischen Republik Kongo sind ausgestorben. Diese Tiere sind die ausgeprägtesten Tieflandbewohner aller Gorillas, sie leben in Regenwäldern und Sumpfgebieten.

## Lebensweise

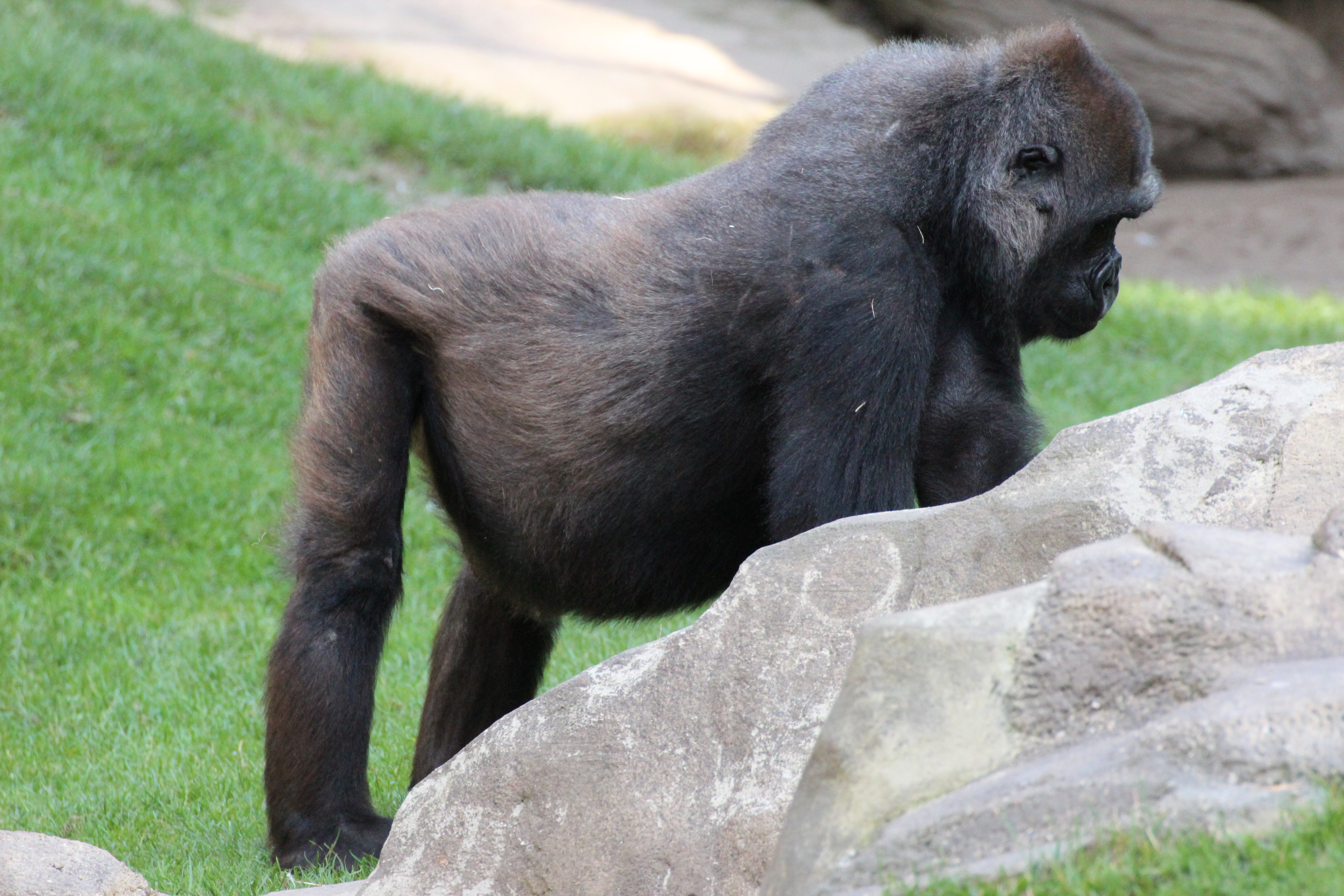
Trächtiger Westlicher Flachlandgorilla im Zoo Hannover

Westliche Flachlandgorillas leben wie alle Gorillas in Gruppen zusammen, die meist aus einem Männchen, mehreren Weibchen und dem gemeinsamen Nachwuchs bestehen. Mit vier bis acht Tieren sind diese Gruppen kleiner als die der Östlichen Gorillas. Beschreibungen über das Gruppenverhalten sind nicht einheitlich, manchmal kommt es zu kurzfristigen Aufteilungen („Fission-Fusion-Organisation“), etwa zur Nahrungssuche. Das Territorialverhalten ist wenig entwickelt, die Streifgebiete der einzelnen Gruppen – die mit 500 bis 3200 Hektar größer sind als bei anderen Gorillas – überlappen erheblich.
Wie alle Gorillas sind sie tagaktiv, zur Nachtruhe errichten sie Blätternester in den Bäumen oder am Boden, die in der Regel nur einmal verwendet werden.

## Ernährung
Ihre Nahrung suchen sich die Westlichen Flachlandgorillas am Boden oder in den Bäumen, im Gegensatz etwa zu Berggorillas klettern aber auch die Männchen häufig auf Bäume. Die täglichen Streifzüge sind rund 0,5 bis 1,2 Kilometer lang. Diese Tiere sind vorwiegend Pflanzenfresser, die sich von Blättern, Kräutern und Früchten ernähren, wobei Früchte eine verhältnismäßig große Rolle in ihrem Speiseplan spielen. In welchem Ausmaß sie auch Insekten und andere Kleintiere verzehren, ist umstritten; es gibt aber Beobachtungen, wonach sie Termitenhügel aufbrechen und die Insekten verzehren.

## Westliche Flachlandgorillas und Menschen

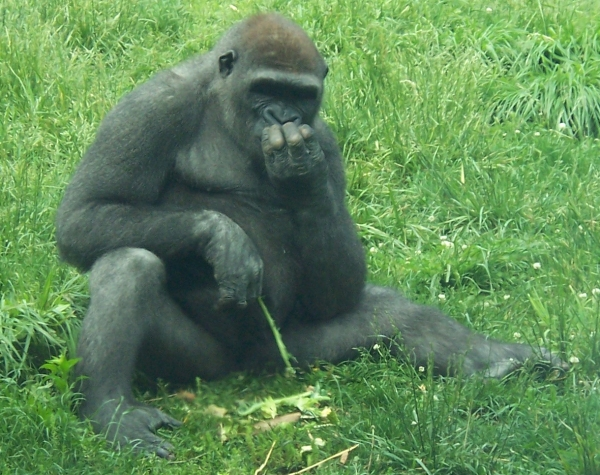
Westlicher Flachlandgorilla

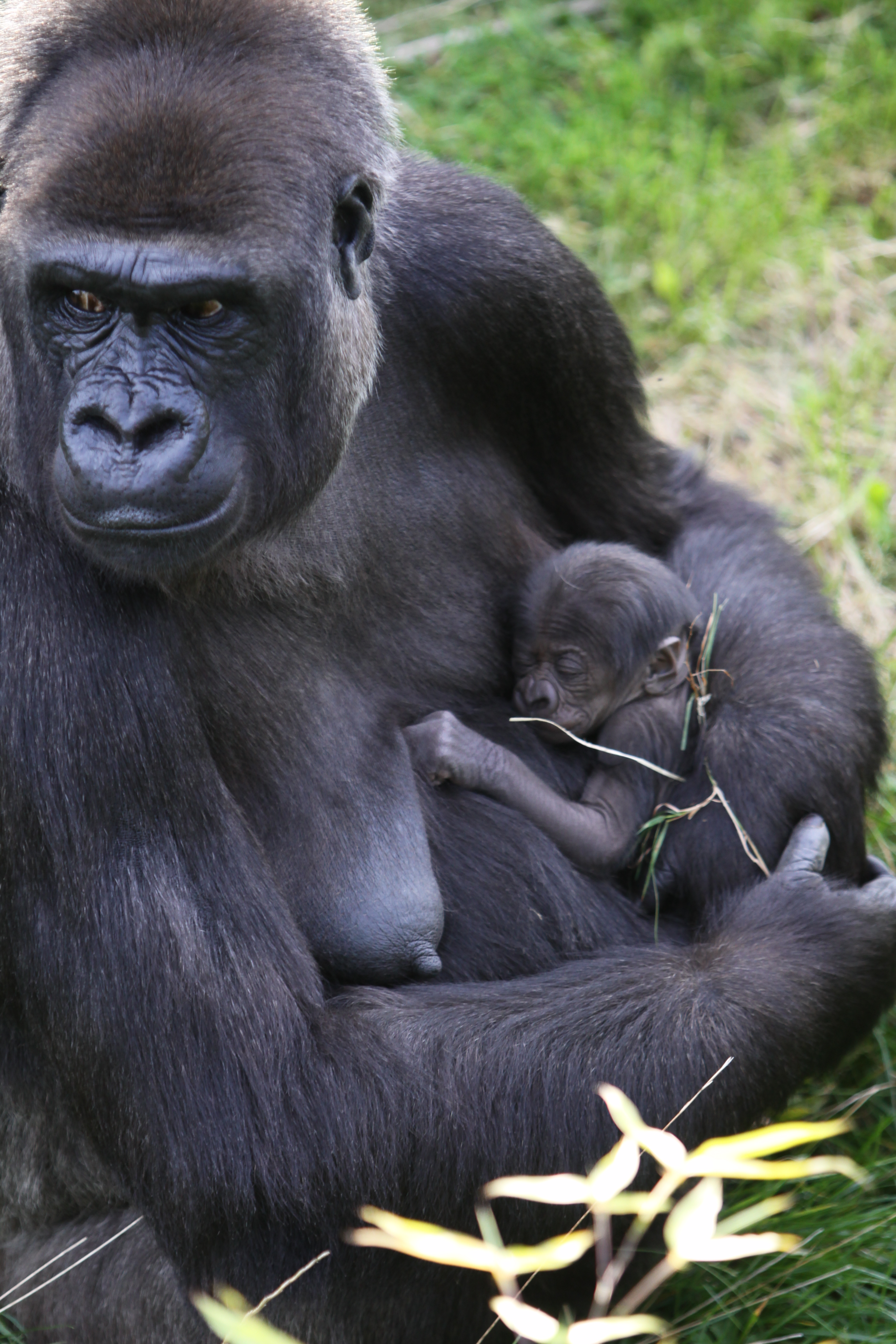
Weiblicher Westlicher Flachlandgorilla (Gorilla gorilla gorilla) mit ihrem an diesem Tag geborenen Baby

Westliche Flachlandgorillas sind die bei weitem häufigsten Gorillas, ihre Gesamtpopulation wird auf rund 360.000 Tiere geschätzt. Auch in zoologischen Gärten wird fast ausschließlich diese Unterart gehalten. Die größten freilebenden Bestände gibt es in Gabun und in der Republik Kongo, wo es auch einige Schutzgebiete gibt. Trotzdem sind die Tiere durch die Zerstörung ihres Lebensraums und die Bejagung wegen ihres Fleisches (siehe Bushmeat) bedroht. Die IUCN listet die Unterart als „vom Aussterben bedroht“ (critically endangered).

## Systematik
Früher wurden alle Gorillapopulationen in einer einzigen Art zusammengefasst, heute werden mit dem Westlichen und dem Östlichen Gorilla zwei Arten unterschieden. Der Westliche Flachlandgorilla stellt eine Unterart des Westlichen Gorillas dar und ist somit mit dem Östlichen Flachlandgorilla entfernter verwandt als dieser mit dem Berggorilla.